# Les Quatre Colonnes
Les Quatre Columnes

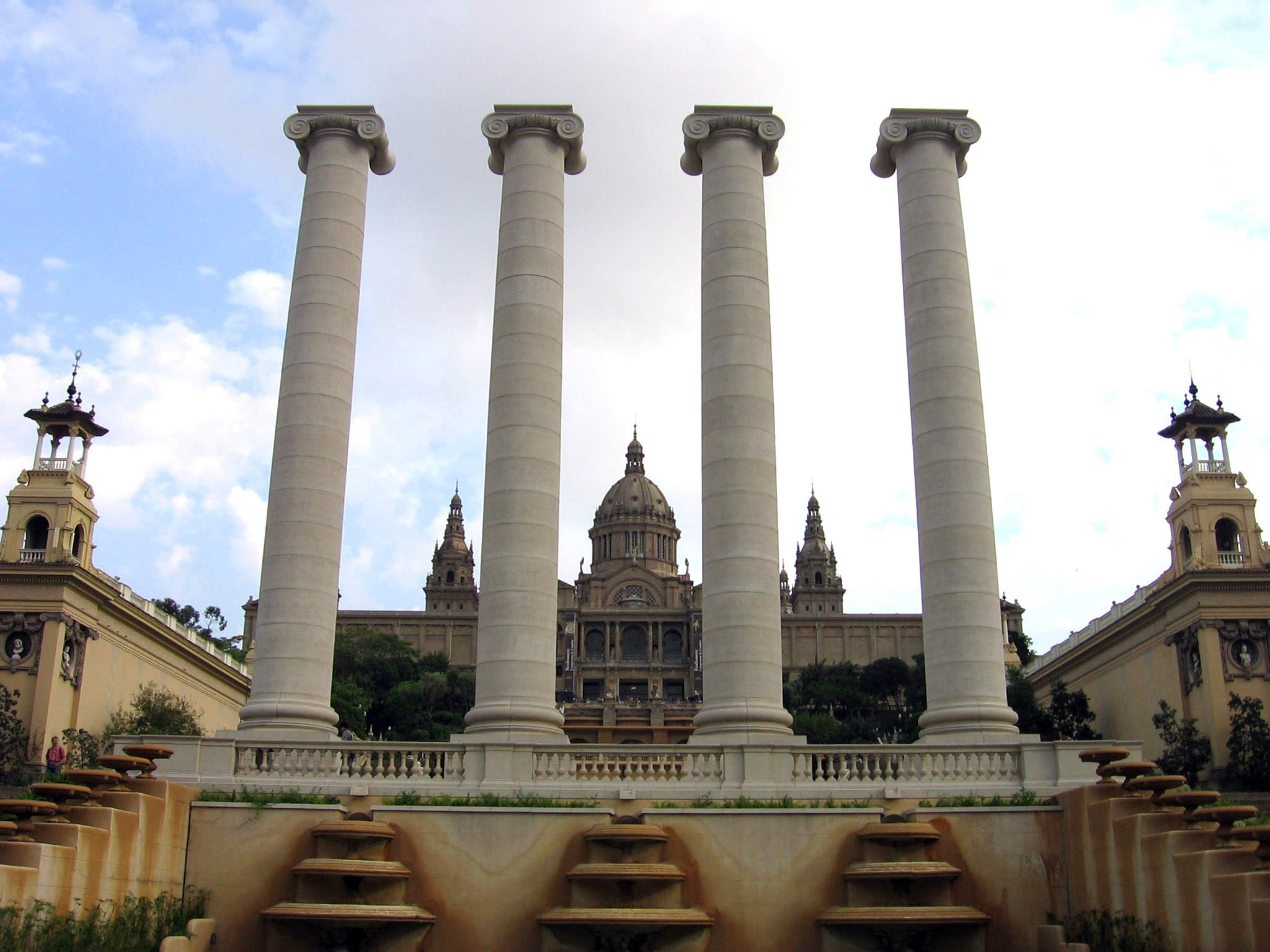
Les Quatre Colonnes à Montjuïc.

Les Quatre Colonnes (en catalan : Les Quatre Columnes ; en espagnol : Las Cuatro Columnas) sont des colonnes à chapiteaux ioniques, œuvre de l'architecte catalan Puig i Cadafalch. Elles ont été édifiées en 1919 dans le lieu aujourd'hui occupé par la Fontaine magique de Montjuïc à Barcelone. Elles ont été détruites en 1928 par la dictature de Primo de Rivera, et reconstruites en 2010 à quelques mètres de leur emplacement original.

## Histoire
Les Quatre Colonnes symbolisent les quatre bandes du drapeau catalan et étaient destinées à devenir l'un des symboles du catalanisme. Elles devaient être couronnées par des figures représentatives de quatre victoires ailées, qui n'ont pas été réalisées. Les colonnes ont été détruites en 1928 sous la dictature de Primo de Rivera. Pendant cette période ont été éliminés de façon systématique tous les symboles publics du catalanisme pour qu'ils n'eussent pas l'écho que pouvait donner l'Exposition Internationale de 1929 devant se tenir à Montjuïc.
Pour le même motif, la dictature a aussi donné le nom de place d'Espagne à la place située aux pieds de la colline de Montjuïc.
Le 27 juin 2008 le Parlement de Catalogne a approuvé une proposition de loi, avec le soutien de tous les partis politiques, pour promouvoir la restitution de ce patrimoine artistique de la Catalogne en hommage aux patriotes catalans. Cette restauration a été effective en 2010.
En 1999 a été inaugurée une sculpture du sculpteur Andreu Alfaro dans l'enceinte de l'université autonome de Barcelone qui représente également quatre colonnes : Les Colonnes de la UAB, situées dans le campus de Bellaterra.

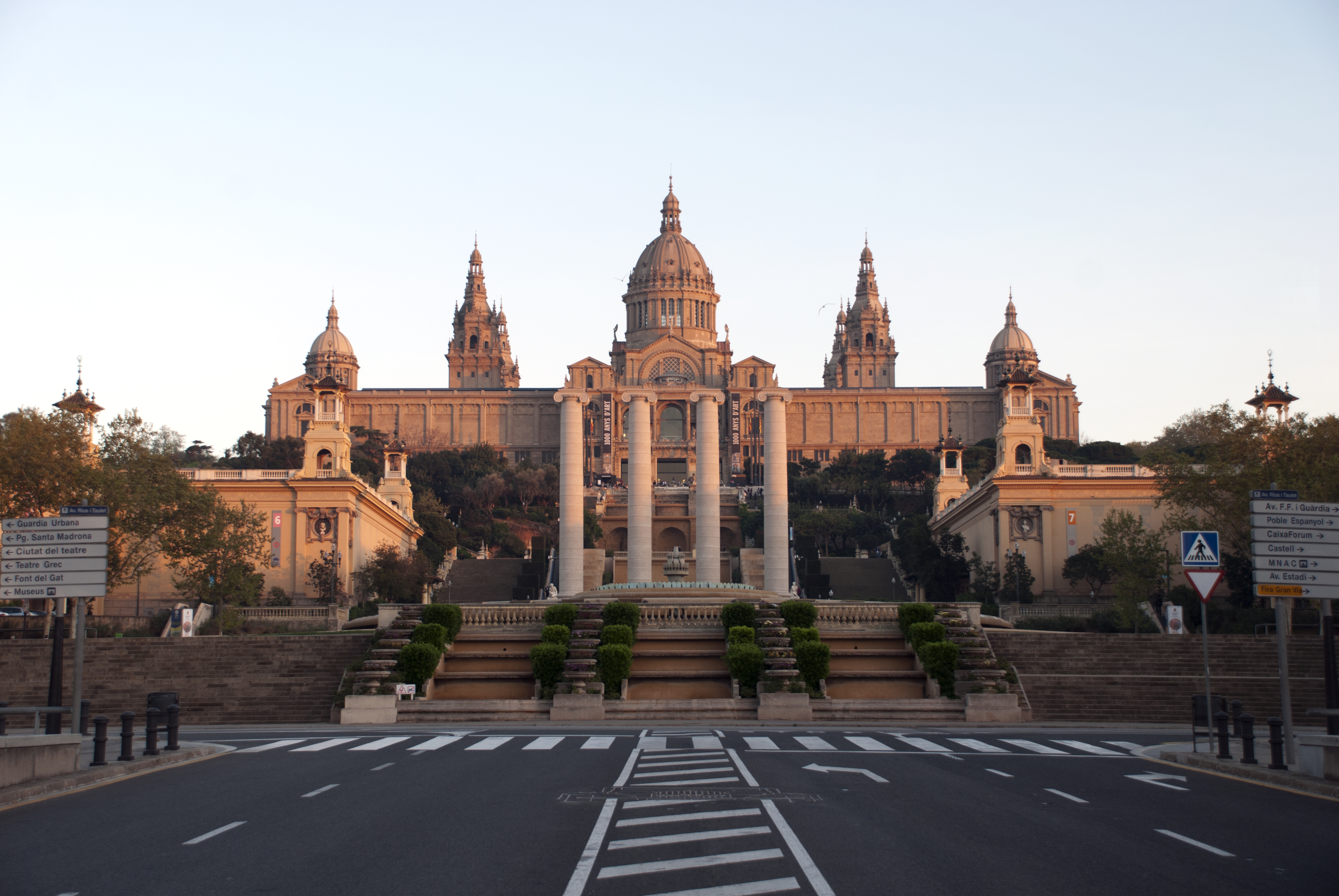
Les Quatre Colonnes reconstruites en 2011.
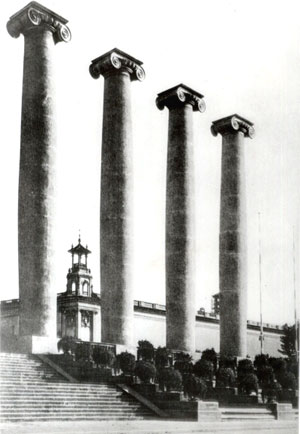
Les Quatre Colonnes originelles.
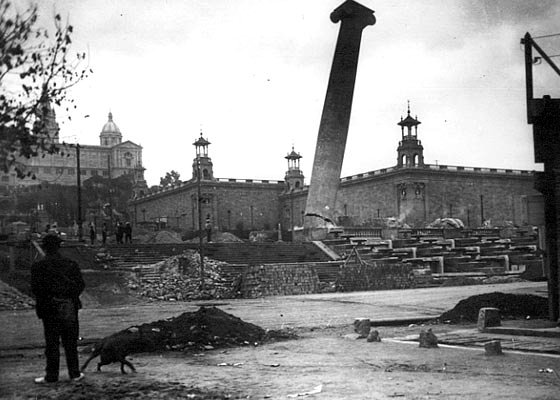
Démolition des colonnes en 1928.
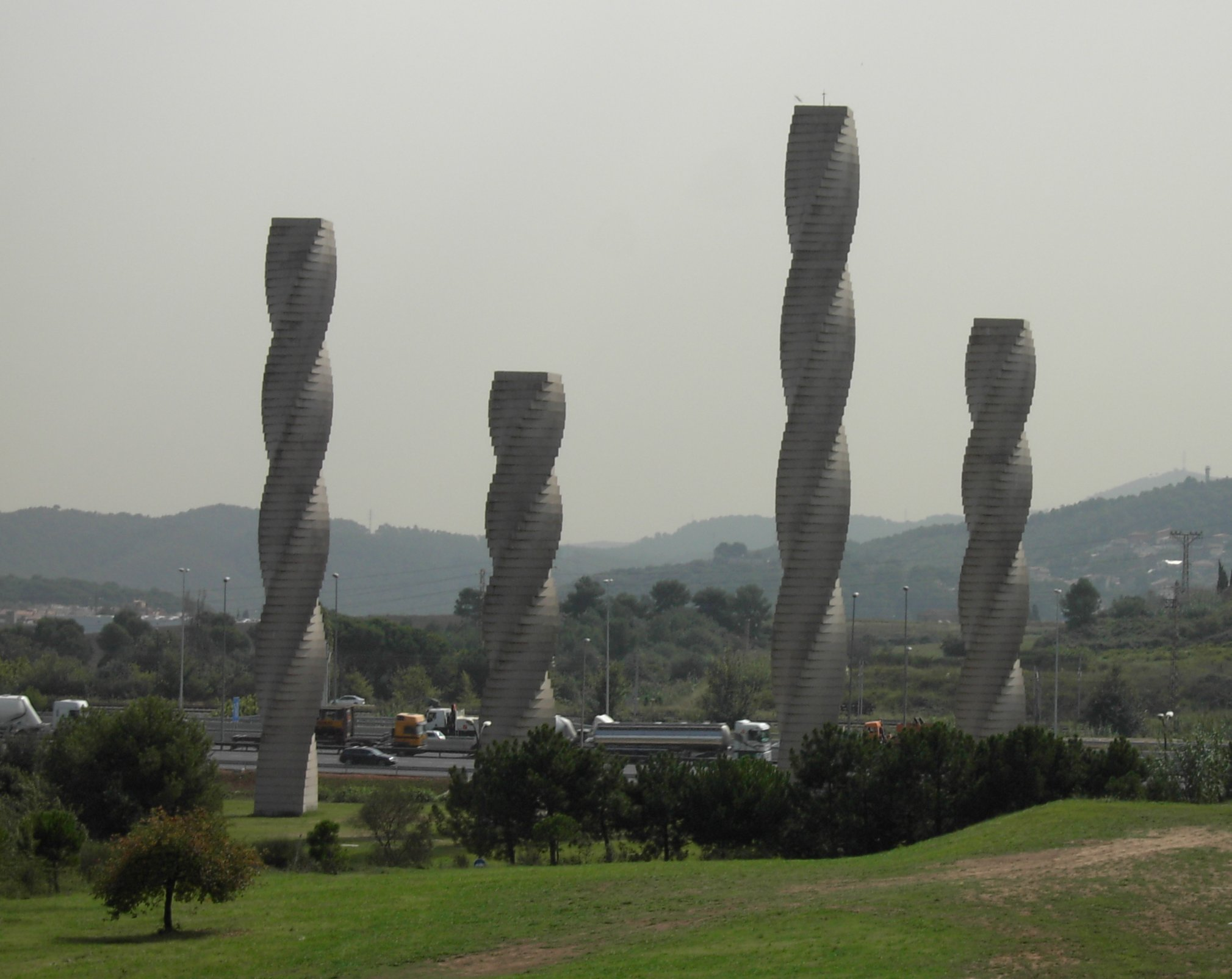
Monument de l'université autonome de Barcelone, reprenant le motif des Quatre Colonnes.

### Articles annexes
- Histoire de Barcelone
- Montjuïc